# Kate & Allie
Kate & Allie es una comedia de situación para televisión de Estados Unidos emitida entre el 19 de marzo de 1984 y el 22 de mayo de 1989. Pensada en principio para contener tan sólo seis episodios, la respuesta favorable de crítica y de público (su primer episodio ocupó el 4º puesto en los índices de audiencia) convenció a la CBS para prolongar la emisión. La serie fue creada por Sherry Coben.

## Argumento
La serie narra la historia de la Kate McArdle (Susan Saint James) y su mejor amiga desde la infancia Allie Lowell (Jane Curtin). La premisa: Ambas comparten un piso en el barrio neoyorquino de Greenwich Village tras sus respectivos divorcios, educando juntas a sus hijos.
La serie contaba también con la presencia de Ari Meyers como Emma, la hija de Kate, y Frederick Koehler y Allison Smith como Chip y Jennie, los hijos de Allie.
Kate y Allie tenían citas con frecuencia, pero se las describió como mujeres fuertes e independientes, lo que no dejaba de ser una novedad en la televisión del momento. 
En la primera temporada, Kate trabajaba como agente de viajes, mientras que Allie se ocupaba de las tareas domésticas. En la quinta temporada, Kate dejó su trabajo y ambas abrieron su propio servicio de cáterin. 
En la última temporada, Allie contrae matrimonio con Bob Barsky (Sam Freed), un comentarista deportivo de televisión y se trasladan a un nuevo apartamento. Bob acepta un trabajo que conlleva viajar regularmente, y Kate se instala en el apartamento nuevo también, después de que Emma fuera a estudiar a otra ciudad. La serie perdió interés entonces entre la audiencia y fue cancelada definitivamente. 
La serie fue una de las más populares y aclamadas por la crítica en la década de los 80, manteniéndose entre las 20 emisiones más seguidas hasta su última temporada. Curtin ganó dos Premios Emmy a la mejor actriz en una serie de la comedia, mientras Saint James estuvo nominada en la misma categoría tres veces.

## La serie en España
Kate y Allie fue emitida por Televisión española desde el año 1986. El reparto de actores de doblaje fue el siguiente:
- María Luisa Solá ... Kate
- María Dolores Gispert ... Allie

- Datos: Q727826